# Bheemanabeedu, Gundlupet
Bheemanabeedu là một làng thuộc tehsil Gundlupet, huyện Chamarajanagar, bang Karnataka, Ấn Độ.